# Deadlight
Deadlight is een computerspel dat ontwikkeld is door Tequila Works en uitgegeven door Microsoft Studios op 1 augustus 2012 voor op de Xbox 360 en Microsoft Windows.

## Gameplay
Deadlight is een side-scroller waarbij de speler alleen het voorafgestelde pad kan volgen. Tijdens het spel moeten veel puzzels opgelost worden, waarvan sommige een snel reactievermogen vereisen. De vijandelijke zombies kunnen bevochten worden, maar Randall is niet heel sterk en kan snel overspoelt worden. Randall maakt onder andere gebruik van een hagelgeweer, revolver en slingshot om zombies te doden en puzzels op te lossen.
Het spel bevat veel verzamelobjecten, waaronder ID-kaarten. Alle ID kaarten zijn die van seriemoordenaars, maar de foto´s op de ID kaarten zijn die van medewerkers van Tequila Works. De seriemoordenaars waarnaar gerefereerd wordt in het spel zijn: John Wayne Gacy, Albert DeSalvo, Aileen Wuornos, Jeffrey Dahmer, Richard Trenton Chase, Arthur Leigh Allen, Ottis Toole, Kenneth Bianchi, Ted Bundy, Ed Gein, Karla Homolka, Henry Lee Lucas en David Berkowitz.

## Verhaal
het spel speelt zich af in Seattle in 1986. Hoofdpersoon Randall Wayne, een voormalig boswachter, is op zoek naar zijn familie na een zombie apocalyps. Samen met zijn vriend en mede-boswachter Ben Parker, is Randall lid van een groep overlevenden geworden. Andere leden zijn politieagent Sam en de zusjes Stella en Karla.
Het spel begint met Randall die Karla doodschiet, omdat ze net gebeten is door een zombie en op het punt staat er zelf een te worden. Randall wordt gescheiden van de rest van de groep nadat het schot een hele hoop zombies aan heeft getrokken. Randall gaat op zoek naar zijn familie en probeer tegelijkertijd de groep terug te vinden. Tijdens zijn zoektocht ontdekt Randall dat de militairen overlevenden richting het stadion lokken, om ze daar te vermoorden. Randall vind later Sam dood en leert dat de anderen gevangen zijn genomen door de militairen. Wanneer Randall bij het stadion aankomt, vindt hij Ben die gemarteld wordt. Hij red Ben en samen vluchten ze met een helikopter. Ben overleeft de vlucht echter niet, waarna de helikopter neerstort.
Later gaat Randall richting de militaire basis waar hij de zombies binnen laat door de stroom op het buitenhek uit te schakelen. Na Stella gered te hebben vluchten ze beide dwars door de zombies en militairen tot aan een pier. Door angst voor de aanrennende horde van zombies vraagt Stella aan Randall om haar te vermoorden. Dit haalt bij Randall een herinnering naar boven die verdrukt was. In de flashback is te zien dat zijn vrouw hetzelfde een tijd geleden aan hem vroeg, waarna Randall zijn vrouw en zoon vermoordde. Randall red Stella door haar op een boot te plaatsen, waarna hij zichzelf opoffert om Stella te laten ontsnappen.
In een alternatief einde blijkt dat Randall een moordenaar is. Randall schoot Karla dood, ook al was ze niet gebeten. Tevens liet hij Sam stikken nadat hij hem gewond aantrof en liet hij ben stikken tijdens de helikoptervlucht.